# La Bordeta (Valle de Arán)
La Bordeta (oficialmente en occitano: Era Bordeta) es uno de los tres núcleos, junto con Arrés de Arriba y Arrés de Abajo, del municipio de Arrés, en el Valle de Arán, provincia de Lérida, España. Una zona de este núcleo de población pertenece al municipio de Vilamós.